# Хибнер, Юлиуш Самсонович
Ю́лиуш Самсо́нович Хи́бнер (также Гибнер и Гюбнер, отчество иногда Шимонович; 11 октября 1912, Гримайлов, Цислейтания — 13 ноября 1994, Варшава) — польский военный деятель и физик-ядерщик, генерал-майор, участник Великой Отечественной войны, заместитель командира по политико-воспитательной работе 1-го пехотного полка Польской дивизии имени Тадеуша Костюшко (33-я армия, Западный фронт), Герой Советского Союза, капитан.

## Биография
Юлиуш Хибнер родился под именем Давид Шварц в Восточной Галиции. Получил традиционное еврейское религиозное образование. В Тернополе вступил в Коммунистический союз молодёжи Западной Украины в 1931 году и Коммунистическую партию Западной Украины в 1933 году. Окончил математическое отделение Львовского политехнического института. В 1937—1939 годах — участник гражданской войны в Испании (был известен как Julek Hübner). В 1939 году — в лагере для интернированных во Франции. С 1940 года — в СССР.
Отличился в первом бою Польской дивизии 12 октября 1943 года в районе села Ленино (Горецкий район Могилёвской области, Белоруссия). В критический момент боя заменил погибшего командира батальона и, несмотря на два полученных тяжёлых ранения, руководил действиями батальона. Считался погибшим и был представлен к званию Героя Советского Союза посмертно. В декабре 1943 года после излечения вернулся в дивизию, где продолжал воевать до Победы.
После войны продолжал службу в польской армии и госбезопасности. В 1948—1953 годах командовал Корпусом внутренней безопасности. С 1958 года — генерал-майор.
С 1966 года — в отставке. Защитил докторскую диссертацию и преподавал физику в университете польского города Лодзь, автор научных трудов и монографий.
Жена — польский и французский физик Irena Bozena Puchalska-Hibner (Варшава, 1926—2005), автор книги воспоминаний о муже (на польском языке — 2001, перевод на французский язык — 2004).
Похоронен в Варшаве на Воинском кладбище Повонзки.

## Награды
За образцовое выполнение боевых заданий командования на фронте борьбы с немецкими захватчиками и проявленные при этом отвагу и геройство Указом Президиума Верховного Совета СССР от 11 ноября 1943 года капитану Гюбнеру Юлиушу Шимоновичу присвоено звание Героя Советского Союза с вручением ордена Ленина и медали «Золотая Звезда» (№ 2232).
Награждён офицерским и кавалерским крестом ордена Виртути Милитари, другими польскими орденами и медалями, советским орденом Ленина и медалями.